# Chell (Portal)
Chell är protagonisten och spelarfiguren i Valves datorspelsserie Portal. Hon framträdde för första gången i Portal, där hon deltar i Aperture Science Enrichment Centers test under övervakning av AI:et Glados. Glados försöker döda henne, och Chell försöker fly från Enrichment Center, och försöker döda Glados på vägen. I slutet av spelet blir Chell dock indragen i laboratorierna igen av en av Apertures robotar. Chell dyker åter upp i Portal 2: Lab Rat, en tecknad serie som utspelar sig mellan de två spelen, där vetenskapsmannen Doug Rattmann försätter henne i stasis. I Portal 2, väcks Chell upp av Wheatley, och de försöker fly från Aperture.
Chells design i det första spelet har blivit hyllat för att ha varit icke-sexualiserad. Games Radar kritiserade satiriskt designen, främst overallen och hälfjädringen, och listade Chell som en av deras "mediokra spelbrudar", som en kvinnlig figur som inte visar upp de kvaliteter den klassiska spelarstereotypen vill ha i översexualiserade kvinnor.

## Utveckling och design

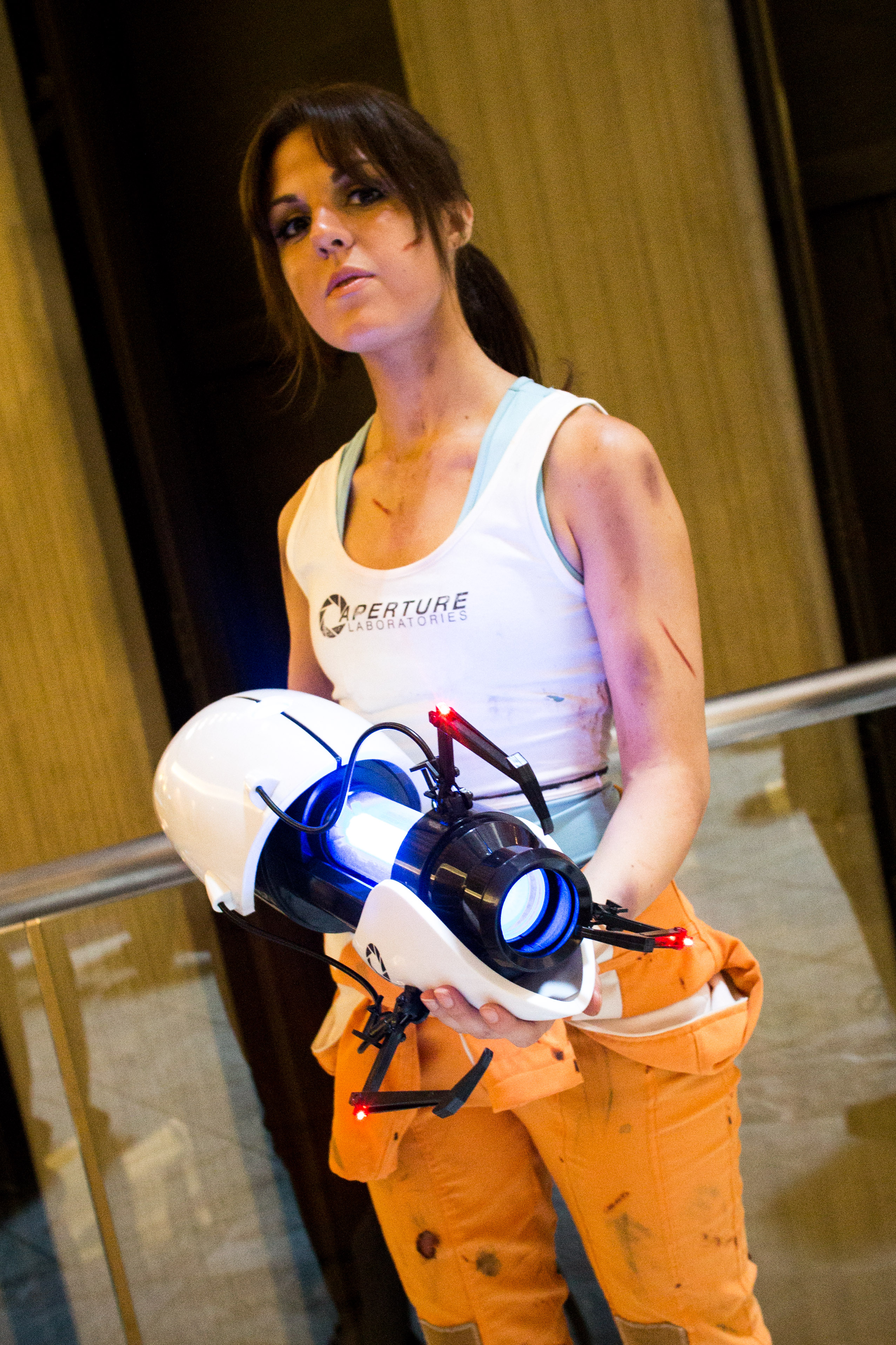
En person utklädd till Chell.

Valves Erik Wolpaw kände att det inte spelade någon roll vilken sorts person Chell var, då speltestare av det första Portal ofta inte kände till hennes namn, då det aldrig nämndes. Wolpaw förklarade att de aldrig nämnde hennes namn, då "[spelare] kände att de hade en relation till Glados, och de ville att Glados skulle känna igen dem". Chet Faliszek påpekade att Chell var den kvinnliga versionen av Half-Life-figuren Gordon Freemans roll som tyst protagonist. Wolpaw förklarade att det passade spelets humor bättre om hon inte talade, och att om hon skulle tala medan en heterosexuell man skulle spela rollen som henne, "skulle det suga". I en intervju med IGN om Portal 2: Lab Rat, kommenterade Valves Michael Avon Oeming att, för tillfället, "är Chell mest en form av berättarteknik", och jämförde henne med Will Eisners serie Spirit, men påpekade också att det här kanske inte är det sista man får se av Chell.
När Portal 2 utvecklades, funderade utvecklarna på att inte ha med Chell. Detta ändrades dock då speltestare ville att Glados skulle känna igen dem som den som dödade henne i det första spelet. I den ursprungliga omdesignen av Chell för Portal 2, försökte utvecklarna få henne att se tilltalande ut, men inte överdesignad, med inget gjort enbart för mode. De funderade på att byta hennes nationalitet, och försökte få henne att se mindre mänsklig ut på grund av det "konstanta avförmänskligandet av försökspersonerna". Då Chell är en försöksperson, designades hennes kläder för att se varken sexiga eller oattraktiva ut. Den ursprungliga omdesignen av figuren inkluderade en laboratoriehatt, vilken tänktes på halvvägs genom konceptsfasen. Matt Charlesworth, Valves konceptartist, sade att hatten påminde honom om testpiloter.
Den designen övergavs till slut i förmån för att återvända till den ursprungliga orangea overallen från det första spelet, den här gången knuten kring hennes midja. Valves konstteam förklarade att detta var för att ge henne mer frihet, och "[hjälpa] henne att stå ut mer som en individ".

## Framträdanden
I Portal, utför Chell test för Aperture Science, som övervakas av GLaDOS. När Chell slutfört alla test försöker GLaDOS döda Chell, som flyr från Aperture-komplexet. Chell förstör GLaDOS, och lämnar laboratorierna, men dras sedan tillbaka in av en osedd figur med robotlik röst.
I den tecknade serien Portal 2: Lab Rat, försätts Chell i stasis av Doug Rattmann, som visar sig vara ansvarig för att låta Chell ta del av testen. Chell dyker åter upp i Portal 2, där hon väcks upp av Wheatley. Hon och Wheatley försöker fly från laboratoriet, och väcker på vägen av misstag upp GLaDOS. GLaDOS tvingar Chell att utföra flera test, men Wheatley hjälper Chell att fly igen. Chell och Wheatley förstör GLaDOS:s nervgift och förstör manufakteringen av hennes kanontorn. GLaDOS lyckas återigen fånga Chell, men kan inte göra något, då hon saknar nervgift och kanontorn. Chell byter sedan ut GLaDOS:s kärna mot Wheatley, som förråder Chell och gör GLaDOS till ett potatisbatteri. Wheatley förstör hissen som GLaDOS och Chell står i, som faller ner i Apertures gamla testområden. Chell och GLaDOS slår sig samman för att besegra Wheatley. Chell hittar Wheatley, som tvingar henne att utföra test. Wheatley bestämmer sig för att döda Chell och 
GLaDOS, men Chell lyckas fly. Hon och GLaDOS kommer på en plan att stoppa Wheatley. De hittar honom, men misslyckas med sin plan. Istället Chell placerar en portal på månen, vilket suger ut både henne och Wheatley ut i rymden, men Chell räddas av GLaDOS, som låter henne lämna byggnaden.

## Mottagande
Games Radars Joe McNeilly använde Chell som ett exempel på hur Portal dekonstruerar förstapersonsskjutar-genren, och påpekade att hon var varken i tredje person eller sexualiserad, till skillnad från de flesta kvinnliga figurer i FPS-spel. Games Radar kallade också Chell för motgiftet till "den halvnakna kvinnan"-klyschan, och sade att "hjälten i Portal råkar vara en kvinna som ser ut och klär sig normalt, precis som 50% av jordens befolkning". Games Radar listade Chell som en av deras "mediokra spelbrudar", och kallade hennes overall "motbjudande", och sade att hennes "hälfjädringar får henne att se ut som en av utomjordingarna från The Arrival". IGN listade henne som den sjätte bästa spelhjältinnan, och kallade henne "en av de mest rådiga hjältinnorna på listan". Games Radar sade att de hade tänkt placera Chell på deras lista över "Topp 7... smakfulla spelhjältinnor", men att hon förlorade mot Zoey från Left 4 Dead.
Kotakus Luke Plunkett kallade Chells design i det första spelet "minnesvärd", och påpekade senare hur "Chell [...] var aldrig riktigt spelets stjärna", liksom hur lite man faktiskt såg henne. Mike Fahey, som också är från Kotaku, försvarade Chell från folk som sade att hon borde tala, och sade att "det sista jag skulle vilja ha i Portal 2 är att Chell talar". När Game Informers Adam Biessener recenserade Portal 2, sade han att mycket av det som gör Portal och Portal 2 så speciella är "utförandet och originaliteten i att vara i Chells skor och få uppleva hennes öde".